# Kloster des Heiligen Fana

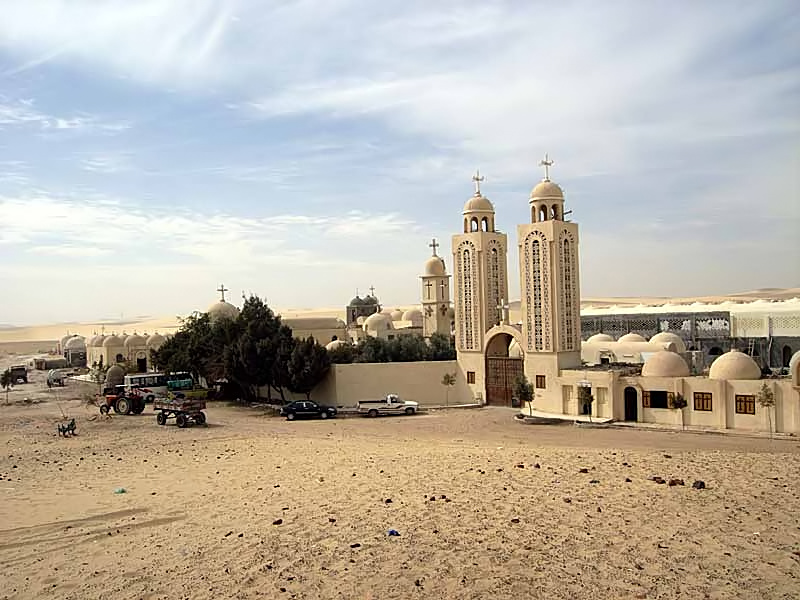
Kloster des Heiligen Fana

Das Kloster des Heiligen Fana ist ein koptisch-orthodoxes Kloster. 
Es ist nach dem Heiligen Fana, einem christlich-ägyptischen Einsiedler benannt, dieser ist auch unter dem Namen Sankt Bane (von 354 bis 395) bekannt. 
Das Kloster wird manchmal als Kloster von Abu Fanah oder Kreuzkloster (aufgrund der Dekoration mit vielen Kreuzen im Innenraum) bezeichnet.
Das Kloster wurde erstmals im 12. Jahrhundert urkundlich erwähnt. Es wurde später durch Muslime zerstört. Seit 1999 ist es wieder von koptischen Mönchen bewohnt und wurde im Jahre 2002 wiederaufgebaut.

## Aus der dem Kloster St. Fana stammende koptische Päpste
- Papst Theodosius II. (1294–1300)

## Abt
Seit 2013 ist Bischof Ava Demetrius Abt des Klosters.